# Episodi de Le grandi fiabe (seconda stagione)
La seconda stagione della serie televisiva Le grandi fiabe è stata trasmessa da NBC dal 18 settembre 1960 al 16 luglio 1961. A differenza della precedente stagione venne girata interamente a colori e per l'occasione il titolo originale della serie fu cambiato in The Shirley Temple Show. La stagione è inedita in Italia.
| n° | Titolo originale               | Titolo italiano | Prima TV USA      | Prima TV Italia |
| -- | ------------------------------ | --------------- | ----------------- | --------------- |
| 1  | The Land of Oz                 |                 | 18 settembre 1960 |                 |
| 2  | Kim                            |                 | 25 settembre 1960 |                 |
| 3  | Winnie the Pooh                |                 | 2 ottobre 1960    |                 |
| 4  | Tom and Huck                   |                 | 9 ottobre 1960    |                 |
| 5  | Madeline                       |                 | 16 ottobre 1960   |                 |
| 6  | Little Men                     |                 | 23 ottobre 1960   |                 |
| 7  | The Prince and the Pauper      |                 | 30 ottobre 1960   |                 |
| 8  | Emmy Lou                       |                 | 6 novembre 1960   |                 |
| 9  | The Reluctant Dragon           |                 | 13 novembre 1960  |                 |
| 10 | The Black Arrow                |                 | 27 novembre 1960  |                 |
| 11 | The Indian Captive             |                 | 4 dicembre 1960   |                 |
| 12 | The House of Seven Gables      |                 | 11 dicembre 1960  |                 |
| 13 | The Black Sheep                |                 | 18 dicembre 1960  |                 |
| 14 | Babes in Toyland               |                 | 25 dicembre 1960  |                 |
| 15 | Pippi Longstocking             |                 | 8 gennaio 1961    |                 |
| 16 | King Midas                     |                 | 15 gennaio 1961   |                 |
| 17 | Rebel Gun                      |                 | 22 gennaio 1961   |                 |
| 18 | The Terrible Clockman          |                 | 29 gennaio 1961   |                 |
| 19 | The Fawn                       |                 | 5 febbraio 1961   |                 |
| 20 | Onawandah                      |                 | 12 febbraio 1961  |                 |
| 21 | The Return of Long John Silver |                 | 19 febbraio 1961  |                 |
| 22 | The Little Mermaid             |                 | 5 marzo 1961      |                 |
| 23 | The Peg-leg Pirate of Sulu     |                 | 12 marzo 1961     |                 |
| 24 | The Princess and the Goblins   |                 | 19 marzo 1961     |                 |
| 25 | Two for the Road               |                 | 16 luglio 1961    |                 |

## The Land of Oz
- Episodio basato su: Il meraviglioso paese di Oz
- Diretto da: William Corrigan
- Scritto da: Frank Gabrielson
- Soggetto: L. Frank Baum

Trama
Volendo governare Oz, il Generale Nikidik chiede alla strega Mombi di trasformare la Principessa Ozma in una statua. Mombi invece la tramuta in un ragazzo, Tip, senza alcun ricordo della sua vita precedente, e ne fa il suo servo.
- Interpreti: Shirley Temple (Principessa Ozma / Tip), Agnes Moorehead (Mombi la strega), Jonathan Winters (Generale Nikidik), Ben Blue (Spaventapasseri), Sterling Holloway (Jack Testa di Zucca), Gil Lamb (Boscaiolo di latta), Arthur Treacher (Graves il maggiordomo), Frances Bergen (Glinda), Maurice Dallimore (il Gump), Charles Boaz (Colonnello), Mari Lynn (Jellia Jamb), Norman Leavitt (lucciola riparatrice), William Keene (unico soldato dell'armata reale), Louis Merrill (dottore di corte).
- Doppiatori: Mel Blanc (Cavalletto / libro).

## Kim
- Episodio basato su: Kim
- Diretto da: William Asher
- Scritto da: Richard Alan Simmons
- Soggetto: Rudyard Kipling

Trama
Nell'India coloniale, il destino del trono britannico è sulle spalle di un ragazzo di nome Kim, che va sotto copertura come spia per fermare la guerra.
- Interpreti: Michael Rennie (Capitano Creighton), Tony Haig (Kim O'Hara), Arnold Moss (uniforme bianca), Joseph Wiseman (Lurgan), Alan Napier (Colonnello Devlin), E.J. Andre (Lama), Luis Van Rooten (Chundar).

## Winnie the Pooh
- Episodio basato su: Winnie Puh e La strada di Puh
- Diretto da: Burt Shevelove
- Scritto da: A.J. Russell
- Soggetto: A. A. Milne

Trama
Adattamento musicale di cinque storie di Winnie the Pooh.
- Interpreti: Shirley Temple (madre di Christopher Robin), Ted Eccles (Christopher Robin).
- Doppiatori: Frank Fazakas (Pooh), Carl Harms (Tigro), Frank Sullivan (Coniglio/Gufo), Cora Baird (Can).

## Tom and Huck
- Episodio basato su: Le avventure di Tom Sawyer e Le avventure di Huckleberry Finn
- Diretto da: Paul Nickell
- Scritto da: Bruce Geller
- Soggetto: Mark Twain
- Interpreti: David Ladd (Tom Sawyer), Teddy Rooney (Huck Finn), Ruthie Robinson (Becky Thatcher), Paul Stevens (Joe l’indiano), Janet Blair (zia Polly), Jackie Coogan (Marshal Rogers), Dan Duryea (Muff).

## Madeline
- Episodio basato su: Madeline
- Diretto da: David Greene
- Scritto da: Sol Saks
- Soggetto: Ludwig Bemelmans

Trama
Madeline è una fantasiosa e disinibita bambina di 9 anni che vive con altre undici bambine e una severa governante in una grande casa a Parigi. Un giorno incontra Pepito, il figlio di un ambasciatore spagnolo, con cui vivrà un'avventura.
- Interpreti: Gina Gillespie (Madeline), Imogene Coca (Miss Clavel), Lou Krugman (Mr Murgittroyd), Michel Petit (Pepito), Jane Rose (madre zingara), Rusty Stevens (ragazzo zingaro), Billy Gilbert (padre zingaro), Shari Lee Bernath (ragazza), Kirk Kirkham (mago), Heidi Meadows (bambina).

## Little Men
- Episodio basato su: Piccoli uomini
- Scritto da: Ed James
- Soggetto: Louisa May Alcott

Trama
Il professor Bhaer e sua moglie Jo dirigono l’esclusiva scuola per ragazzi di Plumfield. Tutto va per il meglio fino all’arrivo di Dan Baker, un ragazzo con l’abitudine di scappare di casa.
- Interpreti: Fernando Lamas (prof. Fritz Bhaer), Shirley Temple (Jo March Bhaer), Bobby Crawford (Dan Baker), Eleanor Audley (Miss Collingwood), Maurice Dallimore (Coro), Mary Wickes (Hannah), Mike Kellin (Gyppo).

## The Prince and the Pauper
- Episodio basato su: Il principe e il povero
- Diretto da: David Greene
- Scritto da: Henry F. Greenberg, Richard Alan Simmons
- Soggetto: Mark Twain

Trama
Nella Londra del XVI secolo il povero Tom Canty trova il suo sosia nell’erede al trono.
- Interpreti: Peter Lazer (il principe e il povero), Julie Sommars (Principessa Maria), Gig Young (Miles Hendon), Ronald Lang (Lord st John), Portland Mason (Principessa Elisabetta), Richard Ney (Earl di Hammond), Paul Playdon (Hugo), Laurie Main (Arcivescovo di Canterbury), Ted de Corsia (Ruffler).

## Emmy Lou
- Episodio basato su: Emmy Lou
- Soggetto: Martha Links
- Interpreti: Bernadette Withers (Emmy Lou), Marjorie Reynolds (Betty), Fred Clark (Henry), Shirley Mitchell (Alice), Jimmy Boyd (Alvin), Frankie Avalon (se stesso).

## The Reluctant Dragon
- Episodio basato su: Il drago riluttante
- Diretto da: Richard Dunlap
- Scritto da: Richard De Roy
- Soggetto: Kenneth Grahame

Trama
Spaventati da un drago, i popolani inglesi chiedono l’aiuto del prode cavaliere St. George per sconfiggere la creatura. In realtà il drago è un essere pacifico che trascorre il tempo componendo poesie.
- Interpreti: Shirley Temple (Gillian), Alice Pearce (Rebecca), John Raitt (St. George).
- Doppiatori: Jonathan Harris (Drago).

## The Black Arrow
- Episodio basato su: La freccia nera
- Scritto da: David P. Harmon
- Soggetto: Robert Louis Stevenson

- Interpreti: Marshall Reed  (Freccia Nera), Carroll O'Connor (Appleyard), Jacques Aubuchon (Sir Daniel Brackley), Henry Daniell (Sir Oliver), Douglas Henderson (Sir Charles), Tony Haig (Richard Shelton), Noel Drayton (Richard Crookback), Sean McClory (fuorilegge).

## The Indian Captive
- Episodio basato su: Indian Captive: The Story of Mary Jemison
- Interpreti: Cloris Leachman (Martha), Doris Dowling (Acqua Scura), Steve Cochran (Capo Piantagrano), Anne Seymour (regina indiana), Tom Carty (Tom).

## The House of Seven Gables
- Episodio basato su: La casa dei sette abbaini
- Scritto da: Irving Gaynor Neiman
- Soggetto: Nathaniel Hawthorne

Trama
La giovane Phoebe è arrivata in città per migliorare la sua vita e decide di stabilirsi con sua cugina Hepzibah nell’imponente magione Pyncheon. La casa è infestata dai fantasmi delle generazioni passate.
- Interpreti: Shirley Temple (Phoebe Pyncheon), Agnes Moorehead (Hepzibah Pyncheon), Robert Culp (Holgrave), Jonathan Harris (Giudice Jaffrey Pyncheon), Martin Landau (Clifford Pyncheon), John Abbott (zio).

## The Black Sheep
- Episodio basato su: Bee, bee, Pecora Nera
- Scritto da: Shimon Wincelberg
- Soggetto: Rudyard Kipling

Trama
La giovane famiglia Kipling vive nella turbolenta India. Quando le rivolte degli indigeni diventano tanto violente da minacciare la loro casa, John e Alice Kipling decidono di rispedire i bambini in Inghilterra a vivere con loro zia Rosa.
- Interpreti: Geraldine Fitzgerald (zia Rosa), Gloria Vanderbilt (Alice Kipling), Dennis Kohler (Rudyard Kipling), Liam Redmond (Capitano Harry), Philip Baird (John Kipling), Karen Lee (Trix), Pat Close (Harold).

## Babes in Toyland
- Episodio basato su: Babes in Toyland
- Diretto da: Bob Henry
- Scritto da: Jack Brooks
- Soggetto: Glen MacDonough

Trama
Un ragazzo e una ragazza scappano dal loro malvagio zio Barnaby. Dopo aver oltrepassato foreste tenebrose e il sinistro villaggio di Meantown si ritrovano nel magico paese dei giocattoli.
- Interpreti: Shirley Temple (Floretta), Angela Cartwright (Jane), Paul Ford (giocattolaio), Jonathan Winters (zio Barnaby), Jerry Colonna (Gonzales), Michel Petit (Alan), Hanley Stafford (giocattolaio), Carl Ballantine (Gonzorgo), Joe Besser (Rodrigo), Bob Jellison (carceriere), Ray Kellogg (ufficiale).

## Pippi Longstocking
- Episodio basato su: Pippi Calzelunghe
- Diretto da: Frank Brunetta
- Scritto da: William Crewson
- Soggetto: Astrid Lindgren

Trama
La vivace Pippi Calzelunghe vive la fantasia di ogni bambino: evadere dalla supervisione degli adulti in un mondo senza regole.
- Interpreti: Gina Gillespie (Susan Scholfield/Pippi Calzelunghe), Jennifer Gillespie (Betsy Scholfield), Willard Waterman (papà Efraim), Renie Riano (Miss Lindquist) Ted de Corsia (poliziotto), Kelly Smith (Annika), Gregory Irvin (Tommy).

## King Midas
- Episodio basato su: Mida
- Scritto da: Sheldon Keller, Jack Brooks

Trama
Mida ha un’enorme passione per l’oro e quando il suo contabile lo informa che sono stati spesi 86 dollari sui 40 milioni nella cassa si rattrista. Il giorno seguente i suoi sudditi gli portano il suo peso in oro.
- Interpreti: Paul Ford (Re Mida), Julius La Rosa (Richard Brass), Arthur Treacher (Sterling), Wally Cox (Dexter Presto), Anne Helm (Marigold), Lou Krugman (Presto il mago), Lindsay Workman (contabile).

## Rebel Gun
- Episodio basato su: Rebel Gun
- Scritto da: Barney Slater
- Soggetto: Arthur Steuer

Trama
Dopo la guerra civile, lo yankee Sam Brady trasferitosi in Missouri tenta di appropriarsi della fattoria dei Carpenter. Durante una lite il giovane Drum Carpenter spara per autodifesa all’amico di Brady, lo sceriffo Westram.
- Interpreti: Robert Morse (Drum Carpenter), Jackie Coogan (Sam Brady), Christopher Dark (Frank James), Wesley Lau (sceriffo Westram), Robert Sampson (Cole Younger), J. Pat O’Malley (Jim Cummins), Robert F. Simon (medico).

## The Terrible Clockman
- Episodio basato su: Mastro Zacharius o l'orologiaio che aveva perduto l'anima
- Diretto da: Allen Reisner
- Scritto da: Bernard C. Schoenfeld
- Soggetto: Jules Verne

Trama
Un malvagio alchimista si trasferisce in un villaggio svizzero e decide di sposare la figlia dell’orologiaio locale. Quando la sua richiesta viene rifiutata, lancia un incantesimo che altera il tempo e trasforma un grande orologio a forma di uomo in un mostro che cammina e ticchetta terrorizzando il villaggio.
- Interpreti: Garrett Lewis (uomo orologio), John Wengraf (Re), Shirley Temple (Gerande), Sam Jaffe (Zacharius), Eric Portman (Van Der Graf), David Frankham (Aubert), Jacques Aubuchon (borgomastro), Betty Garde (fioraia), George Ives (speziale), Jon Peters (negoziante di ferramenta), Joe Higgons (oste).

## The Fawn
- Scritto da: Barney Slater
- Soggetto: Lucille Duffy

Trama
Il tiratore provetto McGill si promette di non sparare mai più con un'arma da fuoco dopo aver salvato un cerbiatto.
- Interpreti: Robert Crawford Jr. (McGill), Charles McGraw (Josh), Jane Darwell (nonna), Jena Engstrom (Kathy), Tommy Turk (Jody), Dan Sheridan (Henry).

## Onawandah
- Episodio basato su: Onawandah
- Diretto da: Robert Bassing
- Soggetto: Louisa May Alcott

Trama
Il piccolo indiano Onawandah si fa strada fino ad un insediamento puritano in cerca di riparo. Una guardia spara al giovane, che viene portato nella casa di Emily Winters per essere curato. Emily e suo figlio Daniel pensano di tenerlo con loro finché non si ristabilirà ma gli altri puritani non sono del parere di avere un pelle rossa fra di loro.
- Interpreti: David Kent (Onawandah), Shirley Temple (Emily Winters), Billy E. Hughes (Daniel Winters), Virginia Christine (Rebecca Baines), Jock Gaynor (Aquila Audace), Harry Townes (Parson Baines), Ken Lynch (Travers), Tudor Owen (Kyle), Richard Keith (Piccolo Orso).

## The Return of Long John Silver
- Episodio basato su: The Return of Long John Silver
- Scritto da: Barney Slater
- Soggetto: John Connell (romanzo), Robert Louis Stevenson (personaggi)
- Interpreti: James Westerfield  (Long John Silver), Tony Haig (Jamie Hawkins), Tim O'Connor (Capitano Jim Hawkins), Jimmy Carter (Walter), Robert Carricart (Tonio), Lou Krugman (Blodgett), Walter Burke (Topo), Ralph Faulkner (pirata).

## The Little Mermaid
- Episodio basato su: La sirenetta
- Diretto da: Roger Kay
- Scritto da: Bernard C. Schoenfeld
- Soggetto: Hans Christian Andersen

Trama
Durante una violenta tempesta, un principe viene salvato da un naufragio da una bellissima sirena. La sirena, innamorata del principe, chiede alla sua saggia nonna come può diventare umana.
- Interpreti: Shirley Temple (la sirenetta), Donald Harron (il principe), Nina Foch (strega del mare), Ray Walston (manta), Torin Thatcher (re umano), Cathleen Nesbitt (nonna sirena), John Hoyt (aiutante del principe), J. Pat O'Malley (re del mare), Francine York (principessa umana), Nancy Kulp (guardiana).

## The Peg-leg Pirate of Sulu
- Episodio basato su: The Peg-leg Pirate of Sulu
- Scritto da: Norman Katkov
- Soggetto: Cora Cheney

Trama
Sull'isola di Cebu nelle Filippine, un ragazzino di nome Ping incontra un terribile pirata Moro che si stava nascondendo sulla spiaggia. Ma il pirata non vuole fare del male a Ping, vuole che il ragazzo gli porti un prete dalla città.
- Interpreti: Claude Akins (Gamba di Legno il pirata), Eugene Martin (Ping), Howard Caine (Tatay), Miriam Colon (Nanay), Thayer Roberts (Padre Juan), Edgar Stehli (nonno).

## The Princess and the Goblins
- Episodio basato su: La principessa e i goblin
- Diretto da: Robert Ellis Miller
- Soggetto: George MacDonald

Trama
La giovane Principessa Irene vive in una castello su una solitaria montagna. Un giorno scopre una scalinata che porta ad un labirinto di strani passaggi con porte dietro a cui si celano: segrete, goblin e un mondo di misteri.
- Interpreti: Shirley Temple  (Principessa Irene), Jack Ging (Curdie Peterson), Mary Wickes (Lottie), Irene Hervey (Esperanza), Alice Pearce (regina goblin).

## Two for the Road
- Interpreti: Richard Eyer (Bob Bennett), Robert Carricart (Pariente), Robert Emhardt (sindaco Hickock), Don Keefer (Chuck Clark), Theodore Marcuse (Cal), Phillip Pine (Mr. Simpson), George Navarro (poliziotto).| Le grandi fiabe presentate da Shirley Temple | Le grandi fiabe presentate da Shirley Temple | Le grandi fiabe presentate da Shirley Temple |
| -------------------------------------------- | -------------------------------------------- | -------------------------------------------- |
| 1ª stagione · 2ª stagione                    | 1ª stagione · 2ª stagione                    | Modifica su Wikidata                         |